# Nowcasting

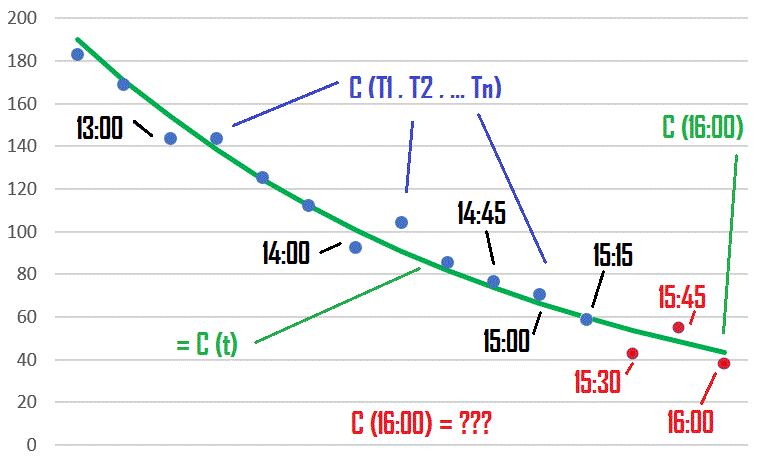
Statistische Vorausbestimmung neuer Werte durch Ausgleichsfunktion

Nowcasting (engl.) und Gegenwartsvorhersage bezeichnet eine statistische Vorhersagemethode, die häufig in der Meteorologie und auch in anderen wissenschaftlichen Bereichen verwendet wird, weil die Daten des Jetzt-Zustandes nicht verfügbar sind und nicht verfügbar sein können.
Im Gegensatz zur klassischen Prognose (Forecasting) einer künftigen Situation auf der Basis breit abgestützter und überprüfter Daten mit aufwändigen Prognosemodellen bezieht sich Nowcasting auf die Schätzung eines gegenwärtigen Zustandes aufgrund der neuesten vorliegenden, aber noch unvollständigen Daten. Die Berechnung erfolgt auf der Basis von Schätzfunktionen aus einer kurzen Messreihe. Der Wert des Jetztzustandes wird geschätzt, indem diese Werte herangezogen und mathematisch extrapoliert werden. Dies ist notwendig, weil die Messwerte des Jetztzustandes nicht verfügbar sind.
Der Begriff ist abgeleitet vom englischen forecasting und hat seine Wurzeln im englischen now (jetzt) und casting (aushecken, planen, vorbereiten) Er wird seit langem in der Meteorologie verwendet, ab den 2000er-Jahren auch in anderen Bereichen wie den Wirtschaftswissenschaften. Es kann definiert werden als Schätzung des Jetzt (oder der sehr nahen Vergangenheit). Wenn die sehr nahe Zukunft mit derselben Schätzmethode prognostiziert wird, und nicht mit den klassischen, zeitaufwändigen Prognosemodellen, spricht man auch von Nowcasting.

## Anwendung in der Meteorologie

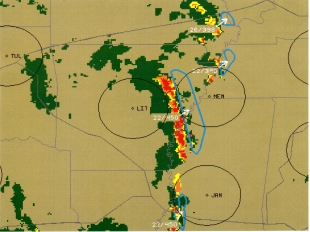
Vorhersage (blaue Linien) von «AutoNowcaster» für eine Gewitterlinie.

Unter Nowcasting in der Meteorologie versteht man heutzutage Wettervorhersagen für die nächsten bis zu 6 Stunden. Teilweise wird auch der gesamte Kürzestfristbereich (0 bis 12 Stunden) zum Nowcasting gezählt.
Die Vorhersagen werden direkt aus Daten von Wettersatelliten und Stationsmeldungen abgelesen. Man muss also keine Zeitreihen zur Untersuchung der weiteren Entwicklung des Wetters, wie es für längerfristige Wettervorhersagen nötig ist, erstellen. Aufgrund der Kürze des prognostizierten Zeitraums ist das Nowcasting die sicherste und zuverlässigste Form der Wettervorhersage.
Nowcasting ist vor allem für den Bereich der lokalen Unwetterwarnungen wichtig.

## Anwendung in der anderen Bereichen
Nowcasting wird z. B. auf dem Gebiet der Epidemiologie für die Schätzung der aktuellen Infektionszahlen verwendet, wobei zum Beispiel Diagnose- und Meldeverzug berücksichtigt werden. Ein weiteres Anwendungsfeld ist das Schätzen von aktuellen Verkaufszahlen z. B. beim Absatz von Tonträgern oder Meinungsbilder in der Bevölkerung etwa für Wahlprognosen. In den Wirtschaftswissenschaften ist Nowcasting von Bedeutung, da signifikante statistische Daten für den aktuellen wirtschaftlichen Zustand häufig nur mit Verzögerung zur Verfügung stehen. So wird das Bruttoinlandsprodukt üblicherweise pro Quartal veröffentlicht, jedoch erst Wochen nach Quartalsende vollständig genau bestimmt.